# Knooppunt Emmeloord
Het Knooppunt Emmeloord is een Nederlands verkeersknooppunt voor de aansluiting van de A6 en de N50, nabij Emmeloord (woonwijk 'De Zuidert').
Dit knooppunt is geopend in de jaren zeventig. Het is een klaverturbine met een vervormde lus. Op het eerste gezicht heeft het daardoor wat weg van een trompetknooppunt. Het is een opmerkelijk knooppunt omdat de weg, in de rijrichting van Lelystad naar Lemmer, bij Emmeloord een scherpe bocht naar het noorden maakt. Oorspronkelijk was het de bedoeling de A6 in een rechte lijn door te trekken richting Oosterwolde, om bij de Groningen aan te sluiten op het bestaande rijkswegennet. Dit is niet uitgevoerd vanwege lastige tracékeuzes en bestaande waardevolle natuurgebieden.
Na een forse reconstructie in 2006 zijn, door een spectaculair toenemende verkeersdruk, de wegen van Lemmer naar Lelystad en vice versa met dubbele rijstroken en lichtmasten uitgevoerd.
Op 25 september 2009 kwam dit knooppunt in het nieuws doordat er bij een politiecontrole van de 6400 passerende voertuigen er 1200 geflitst waren door een te hoge snelheid.

## Richtingen knooppunt
| Aansluitende wegen                                       | Aansluitende wegen | Aansluitende wegen                                  | Aansluitende wegen | Aansluitende wegen |
| -------------------------------------------------------- | ------------------ | --------------------------------------------------- | ------------------ | ------------------ |
|                                                          |                    | richting Emmeloord / Lemmer / Joure                 |                    |                    |
|                                                          |                    |                                                     |                    |                    |
| richting Emmeloord-West / Lelystad / Almere / Muiderberg |                    |                                                     |                    |                    |
|                                                          |                    |                                                     |                    |                    |
|                                                          |                    | richting Ens / Kampen / Zwolle / Arnhem / Eindhoven |                    |                    |

Almere · Amstel · Arnestein · Assen · Azelo · Badhoevedorp · Bankhoef · Batadorp · Beekbergen · Benelux · Beverwijk · Bodegraven ·  Boterdiep ·  Buren · Burgerveen · Coenplein · De Baars · De Hoek · De Hogt · De Nieuwe Meer · De Poel · De Punt · De Stok · Deil · Diemen · Drachten · Drie Klauwen · Eemnes · Ekkersweijer · Emmeloord · Empel · Euvelgunne · Everdingen · Ewijk · Galder · Gooimeer · Gorinchem · Gouwe · Grijsoord · Hattemerbroek · Heerenveen · Hellegatsplein · Het Vonderen · Hintham · Hoevelaken · Hofvliet · Holendrecht · Holsloot · Hoogeveen · Hooipolder · IJmuiden (niet officieel) · Joure · Julianaplein · Kerensheide · Kethelplein · Klaverpolder · Kleinpolderplein · Kooimeer · Kruisdonk · Kunderberg · Lankhorst · Leenderheide · Lunetten · Maanderbroek · Markiezaat · Muiderberg · Neerbosch · Noordhoek · Ommedijk · Oud-Dijk · Oudenrijn · Paalgraven · Princeville · Prins Clausplein · Raasdorp ·  Reitdiep ·  Ressen · Ridderkerk · Rijkevoort · Rijnsweerd · Rottepolderplein · Rozenburg · Sabina · Sint-Annabosch · Stelleplas · Slufter · Ten Esschen · Terbregseplein · Tiglia · Vaanplein · Valburg · Velperbroek · Velsen · Vlaardingen · Vught · Waterberg · Watergraafsmeer · Werpsterhoek · Westerlee · Ypenburg · Zaandam · Zaarderheiken · Zonzeel · Zoomland · Zuidbroek · Zurich

Geplande knooppunten:
De Liemers · Zestienhoven

Voormalige knooppunten:
Bocholtz · Ekkersrijt · Europaplein (Groningen) · Europaplein (Maastricht) · Lindenholt